# チェット・ベイカー・シングス・アンド・プレイズ
『チェット・ベイカー・シングス・アンド・プレイズ』(Chet Baker Sings and Plays - With Bud Shank, Russ Freeman and Strings) は、ジャズ・トランペット奏者チェット・ベイカーがバークレー・レコードのために1955年に録音し、パシフィック・ジャズ・レコードからリリースしたアルバム。ベイカーの人気絶頂期に発表された代表作のひとつ。

## 評価
| 専門評論家によるレビュー | 専門評論家によるレビュー |
| レビュー・スコア         | レビュー・スコア         |
| 出典                     | 評価                     |
| ------------------------ | ------------------------ |
| AllMusic                 | [ 3 ]                    |
| Tom Hull                 | A–                       |

オールミュージック (AllMusic) のマット・コラー (Matt Collar) は、「チェット・ベイカーの最初のボーカル・アルバム『チェット・ベイカー・シングス』が人気を博したので、パシフィック・ジャズのプロデューサーだったリチャード・ボックは、これに乗じてこの若いスターの両面を利用したいと望んだ。そこで、トランペッターからボーカリストに転じたベイカーは、ピアニストのラス・フリーマンをフィーチャーしたカルテットと、ベーシストのレッド・ミッチェルや、フルートのバド・シャンク、その他の弦楽器奏者たちからなるセクステットをさらに拡張した編成の両方と一緒に、1955年にスタジオに入った。こうして録音された『チェット・ベイカー・シングス・アンド・プレイズ』は、ジャズの世界の昼間（マチネ）のアイドル、「50年代ウエストコースト・クール」のアイコンとしての、ベイカーのイメージを確固たるものにする上で、一役買った。」と述べている。

## 収録曲
オリジナル盤LPでは、A面に5曲、B面に5曲が収録されていた。2004年にアメリカ合衆国とヨーロッパでそれぞれ再発されたCDには、ボーナストラックとして、「レッツ・ゲット・ロスト」のEPバージョンが収録されたが、他の多くのCDにはボーナストラックの収録はない。
| #   | タイトル                                                                                          | 作詞・作曲                                       | 時間 |
| --- | ------------------------------------------------------------------------------------------------- | ------------------------------------------------ | ---- |
| 1.  | 「レッツ・ゲット・ロスト / Let's Get Lost」                                                       | ジミー・マクヒュー、フランク・レッサー           | 3:43 |
| 2.  | 「ジス・イズ・オールウェイズ / This Is Always」                                                   | ハリー・ウォーレン、マック・ゴードン             | 3:06 |
| 3.  | 「ロング・アゴー・アンド・ファー・アウェイ / Long Ago (and Far Away)」                            | ジェローム・カーン、アイラ・ガーシュウィン       | 3:57 |
| 4.  | 「サムワン・トゥ・ウォッチ・オーヴァー・ミー / Someone to Watch Over Me」                         | ジョージ・ガーシュウィン、アイラ・ガーシュウィン | 3:01 |
| 5.  | 「ジャスト・フレンズ / Just Friends」                                                             | ジョン・クレナー、サム・M・ルイス                | 2:43 |
| 6.  | 「アイ・ウィッシュ・アイ・ニュー / I Wish I Knew」                                                | ハリー・ウォーレン、マック・ゴードン             | 3:59 |
| 7.  | 「デイブレイク / Daybreak」                                                                       | ファーディ・グローフェ、ハロルド・アダムソン     | 2:41 |
| 8.  | 「ユー・ドント・ノウ・ホワット・ラヴ・イズ / You Don't Know What Love Is」                        | ジーン・デ・ポール、ドン・レイ                   | 4:50 |
| 9.  | 「グレイ・ディセンバー / Grey December」                                                          | フランク・カンポ                                 | 3:41 |
| 10. | 「アイ・リメンバー・ユー / I Remember You」                                                       | ヴィクター・シャーツィンガー、ジョニー・マーサー | 3:15 |
| 11. | 「レッツ・ゲット・ロスト ［EPバージョン］/ Let's Get Lost [EP Version] 一部CDのボーナストラック」 | ジミー・マクヒュー、フランク・レッサー           | 2:57 |

録音は、カリフォルニア州ロサンゼルス、ハリウッドのキャピトル・スタジオで、1955年2月28日にストリングスなどを入れた編成によるセッション (tracks 2, 4, 6, 9)、また3月7日にカルテットによるセッション (tracks 1, 3, 5-8, 10 & 11) が、それぞれおこなわれた。

## パーソネル
- チェット・ベイカー - トランペット、ボーカル
- バド・シャンク - フルート (tracks 2, 4, 6, 9)
- ラス・フリーマン - ピアノ
- レッド・ミッチェル (tracks 2, 4, 6, 9)、カーソン・スミス（英語版） (tracks 1, 3, 5-8, 10-11) - ベース
- ボブ・ニール (Bob Neel) - ドラムス
- フランク・カンポ、ジョニー・マンデル、マーティ・ペイチ - 編曲 (tracks 2, 4, 6, 9)
- Ray Kramer, Ed Lustgarten, Kurt Reher, Eleanor Slatkin - ストリングス (tracks 2, 4, 6, 9)
- コーキー・ヘイル（英語版） - ハープ (tracks 2, 4, 6, 9)